# Список генеральних консулів КНР у Калгарі
Нижче наведений список генеральних консулів Китайської Народної Республіки в Калгарі, Канада.

## Список

### З 1998
28 листопада 1997 року між КНР і Канадою була досягнута домовленість про заснування Генерального консульства КНР в Калгарі, а 2 жовтня 1998 року Генеральне консульство в Калгарі було офіційно відкрито.
| Генеральний консул | Дата призначення | Дата вступу на посаду | Дата звільнення |
| ------------------ | ---------------- | --------------------- | --------------- |
| Ґу Хуамін          | Вересень 1998    |                       | Березень 2002   |
| Сун Січжу          | Березень 2002    |                       | Листопад 2006   |
| У Сіньцзянь        | Листопад 2006    | 28 листопада 2006     | Липень 2010     |
| Лю Юнфен           | Серпень 2010     | Серпень 2010          | Листопад 2013   |
| Ван Сіньпін        | Грудень 2013     | Грудень 2013          | Вересень 2017   |
| Лу Сюй             | Вересень 2017    | Вересень 2017         | Липень 2022     |